# سابيس
سابي (Σάπαι) هي مدينة في رودوبي في مقاطعة فوريا إلادا في اليونان.

## توأمة
لسابيس اتفاقيات توأمة مع:
- غالاتينا